# Revista Histórica Latina
Revista Histórica Latina va ser una revista mensual publicada a Barcelona a finals del segle xix. Tractava sobre temes d'humanitats i història. Va ser fundada per Antoni Elias i de Molins. En total n'aparegueren dotze números, el primer l'1 de maig de 1874 i el darrer l'1 de desembre de 1875. Un cop desapareguda, fou continuada per Revista histórica, a partir del 1876. Emili Grahit fou un dels seus col·laboradors, i Salvador Sanpere i Miquel el director entre 1874 i 1877, ja sota el nom de Revista Histórica.